# تام اسلیتر (فوتبال)
تام اسلیتر (انگلیسی: Tom Slater؛ زادهٔ ۲۶ اوت ۱۹۹۶) بازیکن فوتبال اهل استرالیا است.
از باشگاه‌هایی که در آن بازی کرده‌است می‌توان به باشگاه فوتبال سنترال کوئست مارینرز اشاره کرد.